# 水都まつり
水都まつり（すいとまつり）は、岐阜県大垣市の市街地（大垣駅通り・本町通り・郭町東2丁目通り・水門川など）で、毎年8月上旬に行われる祭（七夕まつりである。
主催は水都まつり実行委員会。

## 概要
- 1936年（昭和11年）7月に始まった「水まつり」が最初である。太平洋戦争による中断後、1948年（昭和23年）に「水都まつり」（みずまつり）として再開された。1995年（平成7年）からは名称を「水まつり」に変更したが、2011年（平成23年）に現在の「水都まつり」（すいとまつり）に変更された。
- 開催時期は8月上旬の木・金・土・日曜日の4日間。
- 会場一帯には七夕飾りが飾られ、中心となる「大垣七夕まつり」（本町自治会・本町商店街振興組合・本町一番街商店街振興組合）の他、「駅前夏まつり」（大垣駅前商店街振興組合）、「大垣おどり」（大垣おどり大会実行委員会）、「水門川万灯流し」（大垣市青年のつどい協議会）などが行なわれる。
- 大垣市の姉妹都市である鹿児島市の観光PRも行なわれ、おはら踊りも実演される。
- 毎年7月下旬に行なわれる大垣花火大会は、1948年に水都まつりの一部として行なわれた花火大会が最初である。その後花火大会は岐阜新聞岐阜放送が主催となったが、現在も大垣花火大会は水都まつりの協賛事業となっている。

## その他
- 大垣市の中心街で行なわれる祭りは、大垣祭（5月）、水都まつり（8月）、十万石まつり（10月）があるが、水都まつりのみ神社の例祭に関わりが無い。